# Schatten und Licht
Schatten & Licht e.V. – Initiative peripartale psychische Erkrankungen ist eine deutsche Selbsthilfeorganisation, die sich bundesweit der Unterstützung von Frauen mit peripartalen (rund um die Entbindung auftretenden) psychischen Erkrankungen widmet. Zu diesen Erkrankungen gehören peripartale Depression, Angst- und Zwangsstörung sowie peripartale Psychose oder posttraumatische Belastungsstörungen nach traumatisch erlebter Geburt. Von diesen peripartalen psychischen Erkrankungen sind etwa 10–15 %, also in Deutschland jährlich etwa 100.000 Mütter bzw. jede 7. Mutter betroffen. Die Organisation bietet betroffenen Frauen und deren Angehörigen Informationen, Beratung und Austauschmöglichkeiten, um psychische Belastungen im Zusammenhang mit Schwangerschaft und Geburt zu bewältigen.

## Geschichte
Im Jahre 1994 thematisierte die Talkshow Hans Meiser erstmals das Thema der postpartalen psychischen Erkrankungen in Deutschland. Initiiert wurde die Sendung von der Buchautorin Petra Nispel. Diese sammelte die Zuschriften und organisierte 1995 ein erstes Treffen betroffener Mütter in Lengerich. In der Folge entstanden regionale Selbsthilfegruppen zu dem Thema. Im Jahre 1996 wurde Schatten & Licht e.V. als bundesweiter gemeinnütziger Verein von betroffenen Frauen gegründet. Die Initiatorinnen waren selbst betroffene Frauen, die eine Lücke in der Versorgung und Unterstützung von Frauen mit postpartalen Depressionen und anderen psychischen Erkrankungen im Zusammenhang mit der Geburt erkannt hatten.
Ziel der Gründung war es, ein Netzwerk zu schaffen, das betroffenen Frauen schnelle und unbürokratische Hilfe bietet. Seit 1996 leitet die 1. Vorsitzende Sabine Surholt (MA) den Verein. Im Jahr 1999 entstand die erste Website des Vereins, die seitdem laufend ergänzt und aktualisiert wird. Die Selbsthilfeorganisation ist seit 1999 dem weltweiten Netzwerk Postpartum Support International und mittlerweile mehreren medizinischen Fachgesellschaften angeschlossen, wird von ehemals betroffenen Frauen und Fachleuten getragen und verfügt seit 2006 über einen interdisziplinär zusammengesetzten wissenschaftlichen Beirat Im Jahre 2008 war Schatten & Licht e.V. beratend tätig für die mehrfach ausgezeichnete Filmproduktion „Das Fremde in mir“ der Regisseurin Emily Atef, die Susanne Wolff in der Rolle einer postpartal psychisch erkrankten Mutter zeigt. Seit 2014 – zunächst in Zusammenarbeit mit der Techniker Krankenkasse – veröffentlicht der Verein eine ausführliche, regelmäßig aktualisierte, 48-seitige Broschüre zum Thema der peripartalen psychischen Erkrankungen.
Seit 2021 verankert Schatten & Licht e.V. zusammen mit anderen Organisationen im Rahmen der Arbeitsgruppe „Und wer fragt mich?“ das Thema psychisch kranker Eltern in der Politik. Die Organisation finanziert sich über Mitgliedsbeiträge, Spenden und Fördergelder der Krankenkassen.

## Ziele und Aufgaben
Die Hauptziele von Schatten & Licht e.V. sind:
- Aufklärung und Information: Bereitstellung von Informationsmaterialien über peripartale psychische Erkrankungen, deren Symptome, Ursachen und Behandlungsmöglichkeiten.
- Selbsthilfe und Austausch: Förderung des Austauschs zwischen betroffenen Frauen durch Online- und Präsenz-Selbsthilfegruppen und ein Online-Forum.
- Beratung und Unterstützung: Telefonische und schriftliche Beratung für betroffene Frauen und deren Angehörige.
- Vernetzung und Kooperation: Zusammenarbeit mit Fachleuten, Kliniken und anderen Organisationen, um die Versorgung von Frauen mit peripartalen psychischen Erkrankungen zu verbessern.
- Fortbildung: Diverse Fortbildungsangebote rund ums Thema der peripartalen psychischen Erkrankungen für Fachleute verschiedener Berufsgruppen.
- Öffentlichkeitsarbeit: Sensibilisierung der Öffentlichkeit für die Problematik peripartaler psychischer Erkrankungen und Abbau von Stigmatisierung.

## Angebote
- Informationsmaterialien: Broschüre, Flyer und Online-Ressourcen zu peripartalen psychischen Erkrankungen.
- Selbsthilfegruppen: Lokale Selbsthilfegruppen, in denen betroffene Frauen sich regelmäßig treffen und Erfahrungen austauschen können.
- Online-Selbsthilfegruppen zu bestimmten Themenschwerpunkten wie: Postpartale Depression, Postpartale Angst- und Zwangsstörung, Traumatische Geburt, Postpartale Psychose, Schwangerschaftsdepression, Sternenkind-Eltern, Vätergruppe
- Online-Forum: Ein moderiertes Forum auf der Website der Organisation, das betroffenen Frauen einen anonymen Austausch ermöglicht.
- Beratung: Telefonische und schriftliche Beratung
- Präventionsarbeit
- Netzwerkarbeit: Vernetzung von Betroffenen, Fachleuten, Kliniken und anderen Institutionen auf regionaler wie bundesweiter Ebene
- Fachinformationen: Weiterbildungen und Informationsmaterialien für Fachkräfte im Gesundheitswesen.

## Mitgliedschaften und Kooperationen

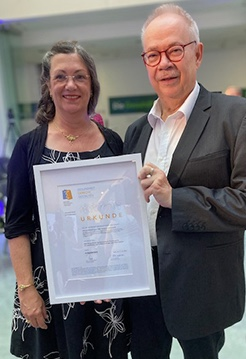
Auszeichnung mit dem Sonderpreis des Berliner Gesundheitspreis mit Sabine Surholt (Schatten und Licht e.V.) und Luc Turmes (Marcé Gesellschaft), 2023

- Postpartum Support International (PSI, Sitz USA) seit 1999
- Marcé Gesellschaft seit 2002
- Dachverband Gemeindepsychiatrie seit 2013
- Deutsche Gesellschaft für Psychosomatische Frauenheilkunde und Geburtshilfe (DGPFG) seit 2015
- Deutsche Gesellschaft für Psychiatrie und Psychotherapie (DGPPN) seit 2018

## Auszeichnungen
- 2023 Sonderpreis des Berliner Gesundheitspreises zusammen mit einer Gruppe anderer Organisationen[5]